# Valea Bobului, Prahova
Valea Bobului este o localitate componentă a orașului Urlați din județul Prahova, Muntenia, România.